# Ballsh

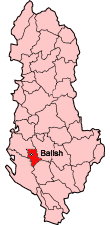
Poloha města na mapě země

Ballsh (albánsky: Ballsh nebo Ballshi) je město nacházející se v jižní části Albánie. V okolí města se nacházejí ropná pole a za éry komunismu zde byly vybudovány ropné studny, nicméně jen část z nich je dnes funkční. Vede sem železniční trať z Fieru. Město je situováno do údolí řeky Gjanicë.

## Název
Název města pochází od antické archeologické lokality, která byla v řečtině známá pod názvem Βύλλις, v latině jako Byllis.

## Historie
Již zmíněné antické sídlo bylo zničeno nájezdy Slovanů během stěhování národů. Dle byzantských záznamů bylo vypleněno roku 586, poté bylo v lokalitě nového (dnešního) města postaveno nové sídlo, kam se přestěhovali i místní církevní představitelé. Pro jeho stavbu bylo použito kamene z trosek. Po krátkou dobu bylo součástí prvního bulharského carství, než se opět vrátilo Byzanci. Během osmanského období bylo město centrem regionu Mallakastra ve vlorském sandžaku (správní jednotce). Od roku 1912 je Ballsh součástí nezávislé Albánie.
Roku 1978 byla v Ballshi otevřena rafinerie (zpracovávající ropu nedalekých ropných polí). Proto sem byla také z Fieru přivedena železniční trať. Rafinerie přežila i ekonomické a politické změny po roce 1991. V 70. a 80. letech se zde nacházel tábor pro vězně na nucené práce Hodžova režimu.
Areál původní rafinerie má být přeměněn na rozsáhlou solární elektrárnu.

## Zajímavosti
V Ballshi se nachází pozůstatky (základy) původní byzantské baziliky.

## Sport
Ballsh má (na východním okraji) fotbalový stadion, který nese jméno po Adushovi Muçovi. Hraje zde fotbalový tým KS Bylis Ballsh.